# Джон, Уэсли (тринидадский футболист)
Уэсли Леслеон Джон (англ. Weslie Lesleon John; род. 29 июля 1991, Пойнт-Фортин, Тринидад и Тобаго) — тринидадский футболист, защитник.

## Клубная карьера
Приходится племянником Эйвери Джону.
Начинал свою карьеру в тринидадском клубе «Дабл-Ю Коннекшн». Однако дебютировать на высоком уровне защитнику удалось в другом местном клубе «Полис». С 2013 по 2016 гг. Джон выступал за команду из родного города «Пойнт-Фортин Сивик».
В 2016 году защитник переехал в Сальвадор, где заключил контракт с клубом Примеры УЭС. В марте 2017 года перешёл в белорусский клуб «Ислочь». Перед подписанием контракта тринидадец целый месяц находился в нём на просмотре. Однако летом он решил вернуться на родину. Вместе с «Дабл-Ю Коннекшн» Джон стал обладателем Кубка Тринидада и Тобаго. В марте 2018 года тринидадец вернулся в «Ислочь». В декабре 2019 покинул команду в статусе свободного агента.
В августе 2020 года защитник пополнил состав латвийской «Елгавы». Дебют тринидадца в местной Высшей лиге состоялся 23 августа в матче против «Валмиеры» (0:2).

## Карьера в сборной
В составе молодёжной сборной Тринидада и Тобаго участвовал в молодёжном чемпионате КОНКАКАФ 2011 года в Гватемале.
За главную команду страны Уэсли Джон дебютировал в 2016 году.

## Достижения
- Обладатель Кубка Тринидада и Тобаго: 2017